# Klaus Horn (Psychologe)
Klaus Ernst Horn (* 30. April 1934 in Dresden; † 27. Juli 1985 in Spanien) war ein deutscher Sozialpsychologe und Psychoanalytiker.

## Politische Psychologie
Klaus Horn begründete 1969 die neuere Politische Psychologie mit seinem gleichnamigen Aufsatz und war Gründer des Arbeitskreises Politische Psychologie (DPWP).
Aufgrund seiner prononcierten Begriffe, die an Deutlichkeit kaum mehr zu übertreffen waren, wurden seine Beiträge nicht selten recht heftig kontrovers diskutiert. Das Suhrkamp-Taschenbuch Dressur oder Erziehung kritisierte so etwa die „Schlagrituale und ihre gesellschaftliche Funktion“ und rief entsprechende Reaktionen hervor, vor allem auch aufgrund der Tatsache, dass seine Formulierungen bisweilen gern als Polemik missverstanden wurden.
Horn war lange Leiter der Abteilung für Sozialpsychologie am Sigmund-Freud-Institut in Frankfurt, der er über zwanzig Jahre angehörte, und Professor für Psychologie an der Universität Frankfurt. Er entwickelte u. a. die „Kritische Theorie des Subjekts“ als Ansatz zu einer psychoanalytisch orientierten Sozialpsychologie.
Sein scheinbar grenzenloser Einsatz zur „Erforschung individuellen Leidens und seiner sozialen Hintergründe wie Folgen“ (Hans-Joachim Busch und Heinrich Deserno im Nachruf) blieb nicht folgenlos: Erst 51 Jahre alt starb Klaus Horn im Sommer 1985 völlig unerwartet – und nicht wenige seiner Mitstreiter verstanden seinen frühen Tod als  „lebensgeschichtliche[] Kosten“ (Nachruf) eines derart hohen Arbeitseinsatzes für die Wissenschaft. Horn war zeitweilig Mitglied des Kuratoriums der Wolf-Erich-Kellner-Gedächtnisstiftung. 
Seinen Nachlass übergab das Sigmund-Freud-Institut 1999 der Stadt- und Universitätsbibliothek Frankfurt.

## Schriften (Auswahl)
- Dressur oder Erziehung. Schlagrituale und ihre gesellschaftliche Funktion. Suhrkamp, Frankfurt am Main 1967 (und weitere Auflagen).
- Psychoanalyse. Roter Druckstock, Frankfurt am Main 1972.
- als Herausgeber: Gruppendynamik und der 'subjektive Faktor'. Repressive Entsublimierung oder politisierende Praxis, Suhrkamp, Frankfurt am Main 1972.
- Angst. In: Martin Greiffenhagen/Sylvia Greiffenhagen/Rainer Prätorius (Hrsg.): Handwörterbuch zur politischen Kultur der Bundesrepublik Deutschland. Ein Lehr- und Nachschlagewerk. Westdeutscher Verlag, Opladen 1981, ISBN 3-531-21516-7, S. 37–40.
- Krankheit, Konflikt und soziale Kontrolle. Westdeutscher Verlag, Opladen 1983.
- Gesundheitsverhalten und Krankheitsgewinn. Westdeutscher Verlag, Opladen 1984.
- als Herausgeber, mit Volker Rittberger: Mit Kriegsgefahren leben. Bedrohtsein, Bedrohungsgefühle und friedenspolitisches Engagement. Westdeutscher Verlag, Opladen 1987, ISBN 978-3-531-11848-2.
- Gewalt – Aggression – Krieg. Nomos-Verlags-Gesellschaft, Baden-Baden 1988.
- Politische Psychologie. In: Klaus Horn: Politische Psychologie. Schriften zur kritischen Theorie des Subjekts. Bd. I. Hrsg. von Hans-Joachim Busch, Frankfurt am Main 1989, S. 19–55.

## Nachrufe
- Hans-Joachim Busch, Heinrich Deserno: Zum Tod von Klaus Horn. In: Werkblatt – Zeitschrift für Psychoanalyse und Gesellschaftskritik, Nr. 4/5, 3–4 (1985) und Frankfurter Rundschau 13. August 1985 (PDF).
- Thomas Leithäuser: Zum Tode von Klaus Horn. In: Psychologie und Gesellschaftskritik. Bd. 9 (1985), Heft 4, S. 127 f. (online).
- Alfred Lorenzer: Zum Tod von Klaus Horn. In: Forum Kritische Psychologie. Nr. 17, 1985, S. 5 f. (online).
- Bernd Nitzschke: Die Mühen des Verstehens. Der politische Psychologe Klaus Horn verschließt vor keinem Schrecken die Augen. In: Die Zeit, Nr. 34, 19. August 1999.